# Pilgrim Films & Television
La Pilgrim Films & Television è una società di produzione televisiva statunitense con sede a Sherman Oaks, distretto della città di Los Angeles.
L'azienda è stata fondata nel 1997 da Craig Piligian ed è conosciuta principalmente per la produzione di reality show per il canale televisivo Discovery Channel come Lavori sporchi (in inglese Dirty Jobs) e Fast N' Loud.

## Serie televisive prodotte
- American Casino
- American Chopper
- American Hot Rod
- American Ninja Warrior (Co produzione con G4 per Ninja Warrior)
- Bounty Girls
- The Cut
- Build It Bigger: Rebuilding Greensburg
- Covert Action
- Cupid
- Destroyed in Seconds
- Lavori sporchi (Dirty Jobs)
- Extreme Loggers
- Fast N' Loud
- Firehouse USA: Boston
- Full Metal Jousting
- Ghost Hunters
- Ghost Hunters International
- Ghost Hunters Academy
- Girl Meets Cowboy
- Greensburg
- Guilty Or Innocent?
- Hazard Pay
- Master Of Dance
- NY-SPI Investigates
- Only in America with Larry the Cable Guy
- Out of the Wild: The Alaska Experiment
- Out of the Wild: Venezuela
- The Real Exorcist
- Really Big Things
- Rocco Gets Real
- Sandhogs
- SEMA: The World's Greatest Car Show
- Southern Steel
- Street Customs
- Strip Search
- SWAT: Tactical Force
- Swamp Loggers
- TapouT
- Top Shot
- The Ultimate Fighter
- UFO Hunters
- Worst Case Scenario
- You Spoof Discovery